# Deutz AG
Deutz AG (укр. Дойтц) — виробник газових і дизельних двигунів. Створена 31 березня 1864 року німецьким винахідником та бізнесменом Ніколаусом Отто під назвою N. A. Otto & Cie.
Багато відомих особистостей працювали в компанії Дойтц, серед них — Ойген Ланген, Ніколаус Отто, Готтліб Даймлер (з 1872 по 1880 рік), Вільгельм Майбах (з 1872 до 1880 року), Проспер Ль'Оранж (з 1904 до жовтня 1908 року), Етторе Бугатті (в 1907 році), а також відомий винахідник Роберт Бош.
З 1936 по 1974 рік до складу компанії входило підприємство Magirus, що випускало вантажівки й автобуси під маркою Magirus-Deutz.
На базі власних двигунів дочірньою компанією Deutz Power Systems GmbH випускалися електростанції одиничною потужністю від 4 до 4000 кВт. У 2008 році заводу в Мангаймі було повернуто назву, яку він мав до того, як у 1985 році був інтегрований у групу компаній Deutz AG. У жовтні 2010 року MWM GmbH (Motorenwerke Mannheim) була придбана у Deutz AG американським концерном Caterpillar.
В Україні, починаючи з 1997 року, компанія Deutz AG офіційно представлена дочірнім підприємством «Автомоторс».

## Акціонери
Акціонери компанії станом на вересень 2013 року:
- Volvo AB 25 %
- Artisan Партнери 3,0 %
- Fidelity Investments 3,1 %
- У вільному обігу 68,9 %